# Adam Bartoš
Adam Bartoš (ur. 27 kwietnia 1992 w Zlinie) – czeski siatkarz, grający na pozycji przyjmującego, reprezentant Czech. 

## Sukcesy klubowe
Liga czeska:
- 2014

Superpuchar Francji:
- 2014[3], 2015

Puchar Francji:
- 2015

Liga francuska:
- 2015[4]

Liga belgijska:
- 2023[5], 2024[6]

## Sukcesy reprezentacyjne
Liga Europejska:
- 2018
- 2013[7]

## Nagrody indywidualne
- 2013: Najlepszy przyjmujący Ligi Europejskiej